# Robert Charles Winthrop
Robert Charles Winthrop (ur. 12 maja 1809 w Boston, zm. 16 listopada 1894 w Boston) – amerykański prawnik, polityk i filantrop. Był m.in. członkiem Izby Reprezentantów i senatorem z Massachusetts. W latach 1847–1849 pełnił funkcję Spikera izby niższej Kongresu. Związany z Amerykańską Partią Wigów.
Był orędownikiem koncepcji „Manifest Destiny”, którą przywoływał przy okazji sporu o Oregon mówiąc w 1846 roku, że amerykańskie roszczenia wynikają z prawa Boskiego Przeznaczenia do rozprzestrzeniania się na całym kontynencie.